# Expedición 54
La Expedición 54 fue la 54.ª misión de larga duración de la ISS, que se inició el 14 de diciembre de 2017, con el desacoplamiento de la Soyuz MS-05. La tripulación estuvo compuesta por 6 miembros en total, el comandante y un ingeniero de vuelo ruso, tres ingenieros de vuelo de la NASA y uno japonés procedente de la JAXA. Los miembros llegaron en las naves Soyuz MS-06, que había llegado el 12 de septiembre de 2017, y los otros tres miembros en la Soyuz MS-07 que despegaron el 17 de diciembre de 2017, y llegaron dos días después, el 19 de diciembre a las 08:39 UTC a la ISS.

La expedición finalizó el 27 de febrero de 2018 a las 23:08 UTC, con la marcha de la Soyuz MS-06, con el comandante Alexander Misurkin, ruso y los ingenieros de vuelos de la NASA, Mark T. Vande Hei y Joseph M. Acaba, iniciándose así la siguiente expedición a la que se transfirieron el resto de miembros de la expedición procedentes de la Soyuz MS-07, Anton Shkaplerov, Scott D. Tingle y Norishige Kanai, que se quedaron a la espera de la llegada de la Soyuz MS-08, en marzo de 2018 con el resto de la Expedición 55.

## Personal
| Cargo                | 14 de diciembre de 2017   | 17 de diciembre de 2017   |
| -------------------- | ------------------------- | ------------------------- |
| Comandante           | Alexander Misurkin, (RKA) | Alexander Misurkin, (RKA) |
| Ingeniero de vuelo 1 | Mark T. Vande Hei (NASA)  | Mark T. Vande Hei (NASA)  |
| Ingeniero de vuelo 2 | Joseph M. Acaba (NASA)    | Joseph M. Acaba (NASA)    |
| Ingeniero de vuelo 3 |                           | Anton Shkaplerov, (RKA)   |
| Ingeniero de vuelo 4 |                           | Scott D. Tingle (NASA)    |
| Ingeniero de vuelo 5 |                           | Norishige Kanai (JAXA)    |

## Misión
Se realizaron un total de  3 caminatas espaciales, en las que se realizaron trabajos de reparación y mantenimiento en el brazo robótico Canadarm2 y en el módulo de servicio 
Zvezda. Durante la estancia en la ISS, también recibieron la llegada de las nave de carga  SpaceX Dragon CRS-13 como parte del programa COTS de la NASA y la Progress MS-08, rusa el 15 de febrero de 2018 para recibir suministros.